# Bruno Coelho
Bruno Alexandre Dias Coelho, noto semplicemente come Bruno Coelho (Sintra, 1º agosto 1987), è un giocatore di calcio a 5 portoghese.
Con la nazionale portoghese è stato campione del mondo nel 2021 e campione europeo nel 2018  e nel 2022.

## Carriera
Coelho è stato protagonista della vittoria del Portogallo al campionato europeo 2018; nella manifestazione ha realizzato 6 reti, inclusa una doppietta decisiva nel 3-2 contro la Spagna in finale.

## Palmarès

### Club
- Campionato portoghese: 3

Benfica: 2011-12, 2014-15, 2018-19
- Coppa del Portogallo: 4

Benfica: 2011-12, 2014-15, 2016-17, 2022-23

### Nazionale
- Campionato mondiale: 1
Lituania 2021
- Campionato d'Europa: 2
Slovenia 2018, Paesi Bassi 2022